# یانی سرا
یانی سرا (آلمانی: Janni Serra؛ زادهٔ ۱۳ مارس ۱۹۹۸) بازیکن فوتبال اهل آلمان است که در پست مهاجم برای تیم هولشتاین کیل بازی می‌کند.
از باشگاه‌هایی که در آن بازی کرده‌است می‌توان به باشگاه فوتبال بوخوم اشاره کرد.
وی همچنین در تیم‌های ملی فوتبال جوانان آلمان و زیر ۲۱ سال آلمان بازی کرده‌است.